# Frutiger Aero

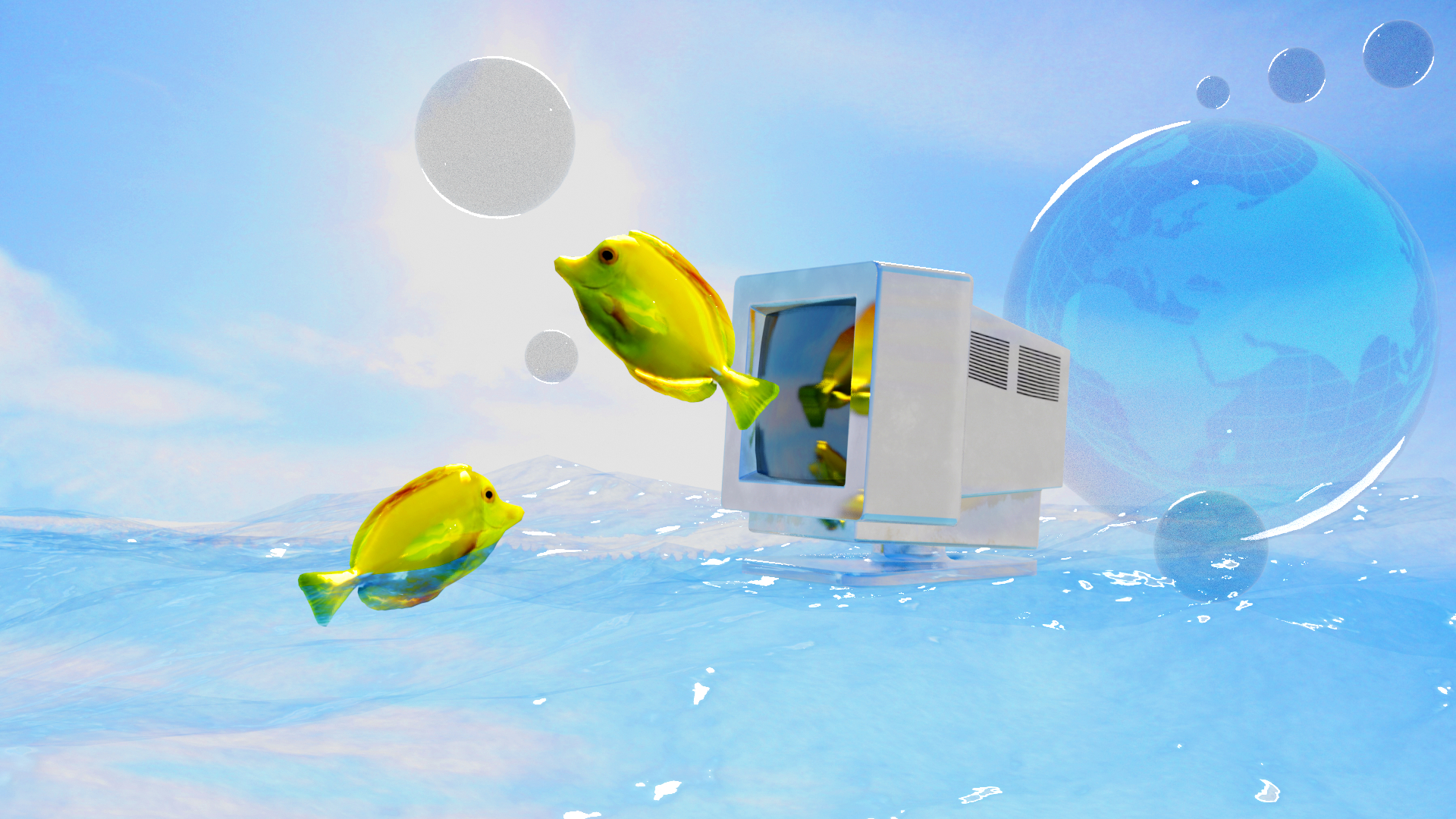
Frutiger Aero-ontwerp

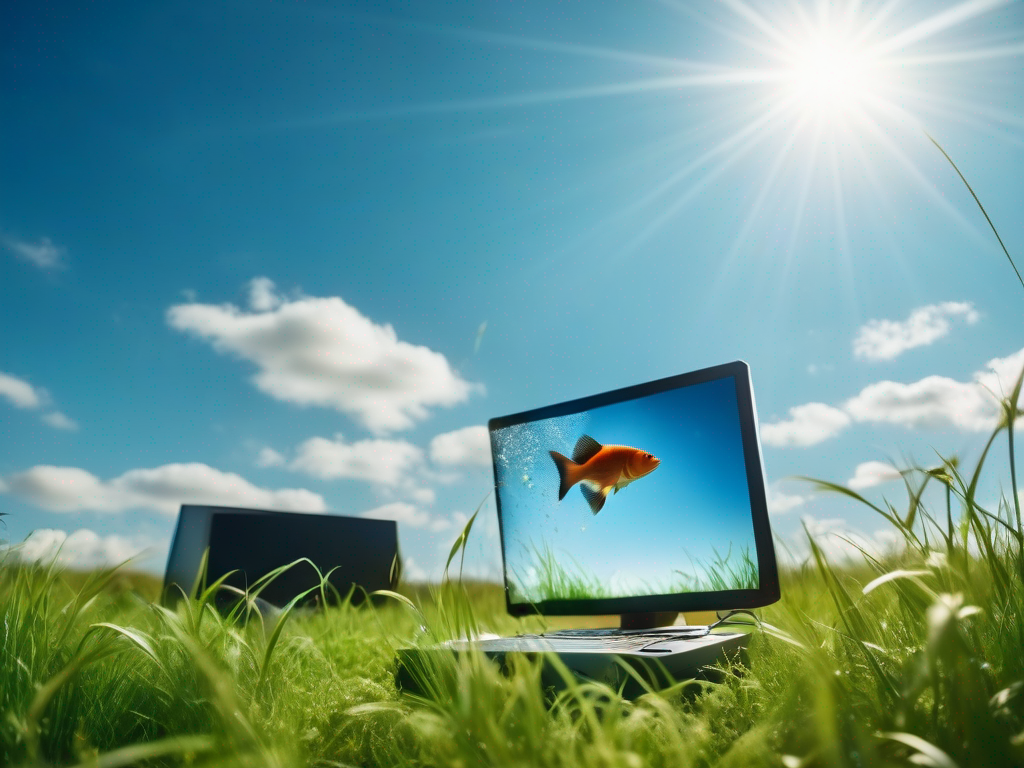
Bureaubladachtergrond

Frutiger Aero is een ontwerpstijl die populair was van ongeveer 2004 tot 2013.
Destijds was de stijl nog naamloos. De naam Frutiger Aero werd pas later bedacht door fotografe Sofi Lee in 2017 en is een samenstelling van de Windows Aero-interface en het lettertype Frutiger.

## Beschrijving
De visuele stijl werd gebruikt in onder meer gedrukte media, reclamecampagnes, films, verpakkingen, maar ook in gebruikersomgevingen van computersoftware en spelcomputers.
Frutiger Aero wordt gekenmerkt door moderne en organische thema's van natuur, glas, water en lucht. Veelgebruikte elementen zijn glanzende texturen, transparantie, luchtbellen, levendige kleuren van blauw en groen, tertiaire kleuren en skeuomorfisme.
Frutiger Aero, destijds soms ook wel Web 2.0. Gloss genoemd, volgde de Y2K-stijl op, die meer was gericht op een futuristische cyberwereld, en werd ongeveer vanaf 2004 toegepast door veel bedrijven in promotiemateriaal om nieuwe technologie vriendelijker en toegankelijker te maken voor het grote publiek. Het voegde technologie en natuurlijke elementen samen, en wist optimisme te creëren dat beide elementen naast elkaar konden bestaan in een utopische wereld.
Subgenres zijn onder meer Frutiger Aqua en Eco, die zich richten op respectievelijk water en ecologische thema's.
Vanaf 2012 ontstond een verschuiving naar flat design of plat ontwerp, een ontwerpstijl die wordt gekenmerkt door minimalisme. Veel grafische gebruikersomgevingen en websites gingen over naar deze nieuwe stijl, waardoor ongeveer vanaf 2013 Frutiger Aero snel populariteit verloor en niet meer werd toegepast.

## Opleving
In 2022 zag Frutiger Aero een opleving op onder meer de internetplatforms Reddit, YouTube, Instagram en TikTok. De hashtag #frutigeraero werd in dat jaar in totaal ruim 30 miljoen keer gebruikt.
Als reden voor deze opleving wordt vooral nostalgie genoemd, met name onder Generatie Z die opgroeide met de visuele stijl van Frutiger Aero. Deze generatie kiest vaker voor uitbundige kleuren en abstracte patronen, in plaats van het platte minimalisme.

## Voorbeelden
- Aero Glass
- Android Jelly Bean
- Aqua (gebruikersomgeving)
- Bliss (foto)
- Computerspellen
- Films en tv-series
- Nintendo Wii
- Plasma (KDE 4)
- PlayStation Home
- Mac OS X Leopard
- Mac OS X Snow Leopard
- Ubuntu 6.06 en 9.10
- Promotiemateriaal

- Samsung Galaxy S6
- Stockfoto's
- Technologie
- Vectorart
- Webdesign
- Windows Vista
- Windows 7
- Xbox 360
- XrossMediaBar
- Nintendo DS
- Nintendo DSi
- Nintendo 3DS
- Nintendo Wii U